# Nishikatsura
Nishikatsura (西桂町 Nishikatsura-chō?) es un pueblo en la prefectura de Yamanashi, Japón, localizado en la parte central de la isla de Honshū, en la región de Chūbu. Tenía una población estimada de 3993 habitantes el 1 de marzo de 2021 y una densidad de población de 262 personas por km².

## Geografía
Nishikatsura está situado en el valle del río Katsura, en el sur de la prefectura de Yamanashi, cerca del pie norte del monte Fuji, y es el punto de partida para las escaladas del monte Mitsutoge, que ofrece vistas sin obstáculos del monte Fuji. La zona también es famosa por su agua pura y limpia.

## Historia
El área alrededor del Nishikatsura moderno ha estado habitada desde tiempos prehistóricos y se desarrolló durante el período Sengoku como una aldea en la ruta de peregrinación al monte Fuji. Durante el período Edo toda la provincia de Kai era territorio bajo control directo del shogunato Tokugawa. Al principio del período Meiji, y con el establecimiento de los municipios modernos, el 1 de julio de 1889 se creó la aldea de Katsura dentro del distrito de Minamitsuru, prefectura de Yamanashi. Fue renombrada Nishikatsura el 3 de junio de 1893 tras de la expansión a través de la anexión de porciones de villas vecinas, y fue elevado al estado de pueblo el 15 de septiembre de 1952.

## Demografía
Según los datos del censo japonés, la población de Nishikatsura se ha mantenido relativamente estable en los últimos 30 años.
| Gráfica de evolución demográfica de Nishikatsura entre 1960 y 2015 |
|                                                                    |
| Oficina de Estadística de Japón                                    |

## Ciudades hermanas
- Lingchuan, Guangxi, China.[10]